# (236463) Bretécher
(236463) Bretécher est un astéroïde de la ceinture principale découvert le 18 mars 2006 par Jean-Claude Merlin avec le télescope de 80 cm de l'observatoire Tenagra II à Nogales aux États-Unis (Arizona).
Sa dénomination provisoire était 2006 FF.
Il a été baptisé en hommage à la dessinatrice française Claire Bretécher.